# Comuna de Obryte
Obryte (polaco: Gmina Obryte) é uma gminy (comuna) na Polónia, na voivodia de Mazóvia e no condado de Pułtuski. A sede do condado é a cidade de Obryte.
De acordo com os censos de 2004, a comuna tem 4848 habitantes, com uma densidade 34,7 hab/km².

## Área
Estende-se por uma área de 139,73 km², incluindo:
- área agricola: 57%
- área florestal: 38%

## Demografia
Dados de 30 de Junho 2004:
|                      | Total   | Total | Mulheres | Mulheres | Homens  | Homens |
| -------------------- | ------- | ----- | -------- | -------- | ------- | ------ |
|                      | pessoas | %     | pessoas  | %        | pessoas | %      |
| População            | 4848    | 100   | 2434     | 50,2     | 2414    | 49,8   |
| Densidade (pop./km²) | 34,7    | 100   | 17,4     | 17,4     | 17,3    | 17,3   |

De acordo com dados de 2002, o rendimento médio per capita ascendia a 1513,87 zł.

## Subdivisões
- Bartodzieje, Ciółkowo Małe, Ciółkowo Nowe, Ciółkowo Rządowe, Cygany, Gródek Rządowy, Kalinowo, Nowy Gródek, Obryte, Płusy, Psary, Rozdziały, Sadykierz, Sokołowo-Parcele, Sokołowo Włościańskie, Stare Zambski, Tocznabiel, Ulaski, Wielgolas, Zambski Kościelne.

## Comunas vizinhas
- Pułtusk, Rząśnik, Rzewnie, Szelków, Zatory